# Oscar Luigi Scalfaro
Oscar Luigi Scalfaro (født 9. september 1918 i Novara, død 29. januar 2012 i Rom) var en italiensk politiker og dommer, og den niende præsident for Republikken Italien fra 1992 til 1999, og derefter senator på livstid. Han var tidligere medlem af Democrazia Cristiana (kristendemokraterne), og hørte siden til centrum-venstre partiet Partito Democratico (det demokratiske parti).